# Zenna Henderson
Zenna Chlarson Henderson (* 1. November 1917 in Tucson, Arizona; † 11. Mai 1983 ebenda) war eine US-amerikanische Volksschullehrerin und Schriftstellerin, die Science-Fiction-Romane und -Kurzgeschichten schrieb.

## Leben
Zenna Henderson studierte am Arizona State College Erziehungswissenschaft und schloss dort 1940 als Bachelor of Arts ab. Anschließend übte sie den Lehrerberuf in Tucson aus. Während des Zweiten Weltkriegs unterrichtete sie japanischstämmige Kinder in einem Internierungslager in Sacaton, Arizona. Sie heiratete im Jahr 1943, aber die Ehe wurde sieben Jahre später geschieden. Von 1956 bis 1958 unterrichtete sie auf einem amerikanischen Militärflugplatz in der Nähe von Paris. Dabei kam ihr zugute, dass sie recht gut Französisch sprach.
Henderson war eine der ersten SF-Schriftstellerinnen und benutzte niemals ein männliches Pseudonym. Zwar kann ihr schriftstellerisches Werk nicht als feministisch bezeichnet werden, aber sie war eine der wenigen Autorinnen der 1950er und 1960er Jahre, die Science-Fiction aus einer weiblichen Perspektive schrieb. Sie begann im Alter von 12 Jahren mit der Lektüre von SF-Magazinen wie Astounding Stories of Super Science, Amazing Stories und Weird Tales.
Ihre Eltern waren Mormonen, und somit wurde sie in diesem Glauben erzogen, trat jedoch später zu den Methodisten über.
Zenna Henderson starb 1983 in Tucson, Arizona an einem Krebsleiden. Sie wurde auf dem St. David Friedhof (in St. David (Arizona)) begraben.

## Werk
Die meisten ihrer Geschichten behandeln das Thema des Andersseins, wobei oft Kinder oder junge Menschen die Hauptpersonen sind. Recht bekannt wurde ihre The People-Serie, die vom Schicksal Außerirdischer handelt, die wie Menschen aussehen, aber über Psi-Kräfte verfügen. Als ihre Heimatwelt zerstört wird, müssen sie zu anderen Planeten flüchten. Einige von ihnen gelangen (vor dem Jahr 1900) zur Erde und leben dort vor allem im amerikanischen Südwesten. Ihre übersinnlichen Kräfte umfassen Telepathie, Telekinese, Präkognition und Geistheilung. Die einzelnen Episoden der Serie handeln von Konflikten, die sich aufgrund von Kontakten mit Menschen ergeben. Sie erschienen ursprünglich ab 1952 in The Magazine of Fantasy & Science Fiction und wurden 1961 zu einem Roman Pilgrimage: The Book of the People zusammengefasst. Ein weiterer Band mit People-Stories The People: No Different Flesh erschien 1966.
Abseits der The People-Serie veröffentlichte Henderson die Kurzgeschichtensammlungen The Anything Box und Holding Wonder. In vielen der in diesen Büchern enthaltenen Stories geht es um Themen wie z. B. Geisteskrankheiten oder Psi, und häufig handelt es sich bei den Akteuren um Grundschullehrer.

## Rezeption
Im Jahre 1971 wurde Hendersons Kurzgeschichte Pottage von der amerikanischen Fernsehgesellschaft ABC  unter dem Titel The People verfilmt, wobei unter anderem William Shatner, Kim Darby und Diane Varsi mitspielten. Der Film handelt von einer Gruppe wie Menschen aussehender Extraterrestrier, die – als religiöse Gemeinschaft  getarnt – in einer abgeschiedenen ländlichen Gemeinde leben. Diese TV-Produktion war das Debüt für John Korty als Regisseur. Produzent war Francis Ford Coppola.
Zenna Henderson wurde 1959 für einen Hugo Award für ihre Kurzgeschichte Captivity nominiert.
Obwohl ihre Bücher schon lange vergriffen sind (dies änderte sich erst 1995, als der Sammelband Ingathering: The Complete People Stories of Zenna Henderson erschien), ist sie nach wie vor weltweit bei vielen SF-Fans beliebt.

## Bibliographie
The People
- Ararat (1952, Kurzgeschichte)
  - Deutsch: Ararat. In: Edward L. Ferman (Hrsg.): 30 Jahre Magazine of Fantasy and Science Fiction. Heyne SF&F #3763, 1981, ISBN 3-453-30732-1.
- Gilead (1954, Kurzgeschichte)
- Pottage (1955, Kurzgeschichte)
- Wilderness (1957, Kurzgeschichte)
- Captivity (1958, Kurzgeschichte)
- Jordan (1959, Kurzgeschichte)
- Pilgrimage: The Book of the People (1961)
  - Deutsch: Wo ist unsere Welt?. Goldmanns Zukunftsromane #26, 1961.
- Return (1961, Kurzgeschichte)
- Shadow on the Moon (1962, Kurzgeschichte)
  - Deutsch: Das Schiff im Berg. In: Charlotte Winheller (Hrsg.): Das letzte Element. Heyne Allgemeine Reihe #224, 1963.
- Deluge (1963, Kurzgeschichte)
  - Deutsch: Abschied. In: Charlotte Winheller (Hrsg.): Die Überlebenden. Heyne Allgemeine Reihe #272, 1964.
- No Different Flesh (1965, Kurzgeschichte)
- The People: No Different Flesh (1966, Sammlung)
  - Deutsch: Aufbruch ins All. Goldmanns Weltraum Taschenbücher #088, 1968.
- Angels Unawares (1966, Kurzgeschichte)
- Troubling of the Water (1966, Kurzgeschichte)
- The Indelible Kind (1968, Kurzgeschichte)
- The Walls (1971, Kurzgeschichte)
- That Boy (1971, Kurzgeschichte)
- Katie-Mary's Trip (1975, Kurzgeschichte)
- Tell Us a Story (1980, Kurzgeschichte)
  - Deutsch: Erzähl uns eine Geschichte!. In: Terry Carr (Hrsg.):  Die schönsten Science Fiction Stories des Jahres: Band 1. Heyne SF&F #4021, 1983, ISBN 3-453-30928-6.
- The People Collection (1991, Sammlung)
- Mark & Meris 1–5 (1995, Kurzgeschichten)
- Michal Without (1995, Kurzgeschichte)
- Ingathering: The Complete People Stories (1995, Sammlung)

Sammlungen
- The Anything Box (1965)
- Holding Wonder (1971)

Kurzgeschichten
- Come On, Wagon! (1951)
- Stevie and the Dark (1952, auch als The Dark Came Out to Play … )
- Loo Ree (1953)
- The Grunder (1953)
- The Substitute (1953)
- Hush! (1953)
- Food to All Flesh (1953)
- Before the Fact (1955)
- Walking Aunt Daid (1955)
- The Anything Box (1956)
- Turn the Page (1957)
- The Last Step (1958)
- And a Little Child… (1959)
- Something Bright (1960)
- The Closest School (1960)
- Things (1960)
- Subcommittee (1962)
  - Deutsch: Das Loch unter der Mauer. In: Hans Stefan Santesson (Hrsg.): Die heimlichen Invasoren. Moewig (Terra Nova #165), 1971.
- The Effectives (1965)
- J-Line to Nowhere (1969)
- The Believing Child (1970)
- Through a Glass - Darkly (1970)
  - Deutsch: Aus den Augenwinkeln. In: Terry Carr (Hrsg.): Die Werwölfin. Pabel (Terra Fantasy #69), 1980. Auch als: Sichtverschiebung. In: Terry Carr, Martin Harry Greenberg (Hrsg.): Traumreich der Magie: Höhepunkte der modernen Fantasy. Heyne SF&F #4254, 1985, ISBN 3-453-31262-7.
- Ad Astra (1971)
- As Simple as That (1971)
- Boona on Scancia (1971)
- Crowning Glory (1971)
- Incident After (1971)
- Love Every Third Stir (1971)
- One of Them (1971)
- Sharing Time (1971)
- Swept and Garnished (1971)
- The Taste of Aunt Sophronia (1971)
- Three-Cornered and Secure (1971)
- Thrumthing and Out (1972)
- The First Stroke (1977)
- There Was a Garden (1978)
- … Old … As a Garment (1982)
  - Deutsch: Die Garderobe. In: Isaac Asimov, Alice Laurance (Hrsg.): Spekulationen. Heyne SF&F #4274, 1986, ISBN 3-453-31254-6.